# Lijst van staatshoofden en regeringsleiders in 2024
Deze lijst van staatshoofden en regeringsleiders in 2024 noemt de staatshoofden en regeringsleiders die in 2024 actief waren van de 193 landen die zijn aangesloten bij de Verenigde Naties alsmede Kosovo, Palestina, Taiwan en Vaticaanstad.

## A
| Landsnaam                                     | Staatshoofd                                                | Regeringsleider             |
| --------------------------------------------- | ---------------------------------------------------------- | --------------------------- |
| Afghanistan                                   |                                                            |                             |
| Waarnemend president Amrullah Saleh (betwist) |                                                            |                             |
| Opperste leider Haibatullah Akhundzada        | Premier Mohammad Hasan Akhund (waarnemend)                 |                             |
| Albanië                                       | President Bajram Begaj                                     | Premier Edi Rama            |
| Algerije                                      | President Abdelmadjid Tebboune                             | Premier Nadir Larbaoui      |
| Andorra                                       | Coprins Joan Enric Vives i Sicília Coprins Emmanuel Macron | Premier Xavier Espot Zamora |
| Angola                                        | President João Lourenço                                    | President João Lourenço     |
| Antigua en Barbuda                            | Koning Charles III                                         | Premier Gaston Browne       |
| Argentinië                                    | President Javier Milei                                     | President Javier Milei      |
| Armenië                                       | President Vahagn Khachatryan                               | Premier Nikol Pasjinian     |
| Australië                                     | Koning Charles III                                         | Premier Anthony Albanese    |
| Azerbeidzjan                                  | President İlham Əliyev                                     | Premier Ali Asadov          |

## B
| Landsnaam             | Staatshoofd | Regeringsleider |
| --------------------- | --- | --- |
| Bahama's              | Koning Charles III | Premier Philip Davis |
| Bahrein               | Koning Hamad bin Isa Al Khalifa | Premier Salman bin Hamad bin Isa Al Khalifa                                                                                               |
| Bangladesh            | President Mohammed Shahabuddin | Premier Sjeik Hasina Wajed (tot 5 augustus) Premier Muhammad Yunus (waarnemend, vanaf 8 augustus)                                         |
| Barbados              | President Sandra Mason | Premier Mia Mottley |
| België                | Koning Filip | Premier Alexander De Croo |
| Belize                | Koning Charles III | Premier Johnny Briceño |
| Benin                 | President Patrice Talon | President Patrice Talon |
| Bhutan                | Koning Jigme Khesar Namgyel Wangchuk | Premier Chogyal Dago Rigdzin (tot 28 januari) Premier Tshering Tobgay (vanaf 28 januari)                                                  |
| Bolivia               | President Luis Arce | President Luis Arce |
| Bosnië en Herzegovina | Drie-presidentschap: Željko Komšić (voorzitter tot 16 maart), Denis Bećirović (voorzitter van 16 maart tot 16 november) en Željka Cvijanović (voorzitter vanaf 16 november) | Voorzitter van de ministerraad Borjana Krišto                                                                                             |
| Botswana              | President Mokgweetsi Masisi (tot 1 november) President Duma Boko (vanaf 1 november)                                                                                         | President Mokgweetsi Masisi (tot 1 november) President Duma Boko (vanaf 1 november)                                                       |
| Brazilië              | President Luiz Inácio Lula da Silva | President Luiz Inácio Lula da Silva |
| Brunei                | Sultan en premier Hassanal Bolkiah | Sultan en premier Hassanal Bolkiah |
| Bulgarije             | President Rumen Radev | Premier Nikolai Denkov (tot 9 april) Premier Dimitar Glavchev (waarnemend, vanaf 9 april)                                                 |
| Burkina Faso          | President Ibrahim Traoré (waarnemend) | Premier Apollinaire Joachim Kyélem de Tambèla (waarnemend, tot 6 december) Premier Jean Emmanuel Ouédraogo (waarnemend, vanaf 7 december) |
| Burundi               | President Évariste Ndayishimiye | Premier Gervais Ndirakobuca |

## C
| Landsnaam                     | Staatshoofd                         | Regeringsleider                                                                      |
| ----------------------------- | ----------------------------------- | ------------------------------------------------------------------------------------ |
| Cambodja                      | Koning Norodom Sihamoni             | Premier Hun Manet                                                                    |
| Canada                        | Koning Charles III                  | Premier Justin Trudeau                                                               |
| Centraal-Afrikaanse Republiek | President Faustin-Archange Touadéra | Premier Félix Moloua                                                                 |
| Chili                         | President Gabriel Boric             | President Gabriel Boric                                                              |
| China                         | President Xi Jinping                | Premier Li Qiang                                                                     |
| Colombia                      | President Gustavo Petro             | President Gustavo Petro                                                              |
| Comoren                       | President Azali Assoumani           | President Azali Assoumani                                                            |
| Congo-Brazzaville             | President Denis Sassou-Nguesso      | Premier Anatole Collinet Makosso                                                     |
| Congo-Kinshasa                | President Félix Tshisekedi          | Premier Jean-Michel Sama Lukonde (tot 12 juni) Premier Judith Tuluka (vanaf 12 juni) |
| Costa Rica                    | President Rodrigo Chaves Robles     | President Rodrigo Chaves Robles                                                      |
| Cuba                          | President Miguel Díaz-Canel         | Premier Manuel Marrero Cruz                                                          |
| Cyprus                        | President Nikos Christodoulides     | President Nikos Christodoulides                                                      |

## D
| Landsnaam              | Staatshoofd                                                                 | Regeringsleider                   |
| ---------------------- | --------------------------------------------------------------------------- | --------------------------------- |
| Denemarken             | Koningin Margrethe II (tot 14 januari) Koning Frederik X (vanaf 14 januari) | Premier Mette Frederiksen         |
| Djibouti               | President Ismaïl Omar Guelleh                                               | Premier Abdoulkader Kamil Mohamed |
| Dominica               | President Sylvanie Burton                                                   | Premier Roosevelt Skerrit         |
| Dominicaanse Republiek | President Luis Abinader                                                     | President Luis Abinader           |
| Duitsland              | Bondspresident Frank-Walter Steinmeier                                      | Bondskanselier Olaf Scholz        |

## E
| Landsnaam          | Staatshoofd                                                                                                 | Regeringsleider                                                                                             |
| ------------------ | --- | --- |
| Ecuador            | President Daniel Noboa                                                                                      | President Daniel Noboa                                                                                      |
| Egypte             | President Abdul Fatah al-Sisi                                                                               | Premier Moustafa Madbouly                                                                                   |
| El Salvador        | President Claudia Rodríguez de Guevara (waarnemend, tot 1 juni) President Nayib Bukele Ortez (vanaf 1 juni) | President Claudia Rodríguez de Guevara (waarnemend, tot 1 juni) President Nayib Bukele Ortez (vanaf 1 juni) |
| Equatoriaal-Guinea | President Teodoro Obiang Nguema Mbasogo                                                                     | Premier Manuela Roka Botey (tot 16 augustus) Premier Manuel Osa Nsue Nsua (vanaf 16 augustus)               |
| Eritrea            | President Isaias Afewerki                                                                                   | President Isaias Afewerki                                                                                   |
| Estland            | President Alar Karis                                                                                        | Premier Kaja Kallas (tot 23 juli) Premier Kristen Michal (vanaf 23 juli)                                    |
| Ethiopië           | President Sahle-Work Zewde (tot 7 oktober) President Taye Atske Selassie (vanaf 7 oktober)                  | Premier Abiy Ahmed                                                                                          |

## F
| Landsnaam  | Staatshoofd                                                                                     | Regeringsleider |
| ---------- | ----------------------------------------------------------------------------------------------- | --- |
| Fiji       | President Wiliame Katonivere (tot 12 november) President Naiqama Lalabalavu (vanaf 12 november) | Premier Sitiveni Rabuka |
| Filipijnen | President Ferdinand Marcos jr.                                                                  | President Ferdinand Marcos jr. |
| Finland    | President Sauli Niinistö (tot 1 maart) President Alexander Stubb (vanaf 1 maart)                | Premier Petteri Orpo |
| Frankrijk  | President Emmanuel Macron                                                                       | Premier Élisabeth Borne (tot 9 januari) Premier Gabriel Attal (van 9 januari tot 5 september) Premier Michel Barnier (van 5 september tot 13 december) Premier François Bayrou (vanaf 13 december) |

## G
| Landsnaam     | Staatshoofd                                                                                         | Regeringsleider                                                                               |
| ------------- | --------------------------------------------------------------------------------------------------- | --------------------------------------------------------------------------------------------- |
| Gabon         | President Brice Oligui (waarnemend)                                                                 | Premier Raymond Ndong Sima                                                                    |
| Gambia        | President Adama Barrow                                                                              | President Adama Barrow                                                                        |
| Georgië       | President Salome Zoerabisjvili (tot 29 december) President Micheil Kavelasjvili (vanaf 29 december) | Premier Irakli Garibasjvili (tot 29 januari) Premier Irakli Kobachidze (vanaf 8 februari)     |
| Ghana         | President Nana Akufo-Addo                                                                           | President Nana Akufo-Addo                                                                     |
| Grenada       | Koning Charles III                                                                                  | Premier Dickon Mitchell                                                                       |
| Griekenland   | President Katerina Sakellaropoulou                                                                  | Premier Kyriakos Mitsotakis                                                                   |
| Guatemala     | President Alejandro Giammattei (tot 14 januari) President Bernardo Arévalo (vanaf 15 januari)       | President Alejandro Giammattei (tot 14 januari) President Bernardo Arévalo (vanaf 15 januari) |
| Guinee        | President Mamady Doumbouya                                                                          | Premier Bernard Gomou (tot 19 februari) Premier Bah Oury (vanaf 27 februari)                  |
| Guinee-Bissau | President Umaro Sissoco Embaló                                                                      | Premier Rui Duarte de Barros                                                                  |
| Guyana        | President Irfaan Ali                                                                                | Premier Mark Phillips                                                                         |

## H
| Landsnaam | Staatshoofd | Regeringsleider |
| --------- | --- | --- |
| Haïti     | President Ariel Henry (waarnemend, tot 24 april) Overgangspresidentiële Raad (waarnemend, van 25 april tot 30 april) Voorzitter van de Overgangspresidentiële Raad Edgard Leblanc Fils (waarnemend, van 30 april tot 7 oktober) Voorzitter van de Overgangspresidentiële Raad Leslie Voltaire (waarnemend, vanaf 7 oktober) | Premier Ariel Henry (tot 24 april) Premier Michel Patrick Boisvert (waarnemend, van 24 april tot 3 juni) Premier Garry Conille (waarnemend, van 3 juni tot 11 november) Premier Alix Didier Fils-Aimé (waarnemend, vanaf 11 november) |
| Honduras  | President Xiomara Castro | President Xiomara Castro |
| Hongarije | President Katalin Novák (tot 26 februari) President László Kövér (waarnemend, van 26 februari tot 5 maart) President Tamás Sulyok (vanaf 5 maart) | Premier Viktor Orbán |

## I
| Landsnaam | Staatshoofd                                                                                            | Regeringsleider |
| --------- | --- | --- |
| Ierland   | President Michael D. Higgins                                                                           | Taoiseach Leo Varadkar (tot 9 april) Taoiseach Simon Harris (vanaf 9 april)                                                                           |
| IJsland   | President Guðni Thorlacius Jóhannesson (tot 1 augustus) President Halla Tómasdóttir (vanaf 1 augustus) | Premier Katrín Jakobsdóttir (tot 9 april) Premier Bjarni Benediktsson (van 9 april tot 21 december) Premier Kristrún Frostadóttir (vanaf 21 december) |
| India     | President Draupadi Murmu                                                                               | Premier Narendra Modi |
| Indonesië | President Joko Widodo (tot 20 oktober) President Prabowo Subianto (vanaf 20 oktober)                   | President Joko Widodo (tot 20 oktober) President Prabowo Subianto (vanaf 20 oktober)                                                                  |
| Irak      | President Abdul Latif Rashid                                                                           | Premier Mohammed Shia' Al Sudani |
| Iran      | Ayatollah Ali Khamenei                                                                                 | President Ebrahim Raisi (tot 19 mei) President Mohammad Mokhber (waarnemend, van 19 mei tot 28 juli) President Masoud Pezeshkian (vanaf 28 juli)      |
| Israël    | President Yitzhak Herzog                                                                               | Premier Benjamin Netanyahu |
| Italië    | President Sergio Mattarella                                                                            | Premier Giorgia Meloni |
| Ivoorkust | President Alassane Ouattara                                                                            | Premier Robert Beugré Mambé |

## J
| Landsnaam | Staatshoofd                                          | Regeringsleider                                                                                   |
| --------- | ---------------------------------------------------- | ------------------------------------------------------------------------------------------------- |
| Jamaica   | Koning Charles III                                   | Premier Andrew Holness                                                                            |
| Japan     | Keizer Naruhito                                      | Premier Fumio Kishida (tot 1 oktober) Premier Shigeru Ishiba (vanaf 1 oktober)                    |
| Jemen     | Voorzitter van de presidentiële raad Rashad al-Alimi | Premier Maeen Abdulmalik Saeed (tot 5 februari) Premier Ahmad Awad bin Mubarak (vanaf 5 februari) |
| Jordanië  | Koning Abdoellah II                                  | Premier Bisjer Al-Khasawneh (tot 15 september) Premier Jafar Hassan (vanaf 15 september)          |

## K
| Landsnaam  | Staatshoofd                            | Regeringsleider |
| ---------- | -------------------------------------- | --- |
| Kaapverdië | President José Maria Neves             | Premier Ulisses Correia e Silva |
| Kameroen   | President Paul Biya                    | Premier Joseph Dion Ngute |
| Kazachstan | President Kassym-Jomart Tokajev        | Premier Alichan Smajlov (tot 5 februari) Premier Roman Sklyar (waarnemend, van 5 februari tot 6 februari) Premier Oljas Bektenov (vanaf 6 februari)                         |
| Kenia      | President William Ruto                 | President William Ruto |
| Kirgizië   | President Sadyr Zjaparov               | Premier Akylbek Zjaparov (tot 16 december) Premier Adylbek Kasymaliev (vanaf 16 december)                                                                                   |
| Kiribati   | President Taneti Maamau                | President Taneti Maamau |
| Koeweit    | Emir Mishal Al-Ahmad Al-Jaber Al-Sabah | Premier Ahmad Nawaf Al-Ahmad Al-Sabah (tot 4 januari) Premier Muhammad Sabah Al-Salem Al-Sabah (van 4 januari tot 15 mei) Premier Ahmad Al-Abdullah Al-Sabah (vanaf 15 mei) |
| Kosovo     | President Vjosa Osmani                 | Premier Albin Kurti |
| Kroatië    | President Zoran Milanović              | Premier Andrej Plenković |

## L
| Landsnaam     | Staatshoofd                                                                       | Regeringsleider                                                                           |
| ------------- | --------------------------------------------------------------------------------- | ----------------------------------------------------------------------------------------- |
| Laos          | President Thongloun Sisoulith                                                     | Premier Sonexay Siphandone                                                                |
| Lesotho       | Koning Letsie III                                                                 | Premier Sam Matekane                                                                      |
| Letland       | President Edgars Rinkēvičs                                                        | Premier Evika Siliņa                                                                      |
| Libanon       | Waarnemend president Najib Mikati                                                 | Premier Najib Mikati                                                                      |
| Liberia       | President George Weah (tot 22 januari) President Joseph Boakai (vanaf 22 januari) | President George Weah (tot 22 januari) President Joseph Boakai (vanaf 22 januari)         |
| Libië         | Voorzitter van de presidentiële raad Mohamed al-Menfi                             | Premier Abdul Hamid Dbeibeh Premier Osama Hamada (betwist)                                |
| Liechtenstein | Prins Hans Adam II                                                                | Premier Daniel Risch                                                                      |
| Litouwen      | President Gitanas Nausėda                                                         | Premier Ingrida Šimonytė (tot 12 december) Premier Gintautas Paluckas (vanaf 12 december) |
| Luxemburg     | Groothertog Hendrik                                                               | Premier Luc Frieden                                                                       |

## M
| Landsnaam        | Staatshoofd                                                                                         | Regeringsleider |
| ---------------- | --------------------------------------------------------------------------------------------------- | --- |
| Madagaskar       | President Andry Rajoelina                                                                           | Premier Christian Ntsay                                                                                             |
| Malawi           | President Lazarus Chakwera                                                                          | President Lazarus Chakwera                                                                                          |
| Malediven        | President Mohamed Muizzu                                                                            | President Mohamed Muizzu                                                                                            |
| Maleisië         | Koning Abdullah van Pahang (tot 31 januari) Koning Ibrahim Ismail (vanaf 31 januari)                | Premier Anwar Ibrahim                                                                                               |
| Mali             | President Assimi Goïta (waarnemend)                                                                 | Premier Choguel Kokalla Maïga (waarnemend, tot 20 november) Premier Abdoulaye Maïga (waarnemend, vanaf 21 november) |
| Malta            | President George Vella (tot 4 april) President Myriam Spiteri Debono (vanaf 4 april)                | Premier Robert Abela                                                                                                |
| Marokko          | Koning Mohammed VI                                                                                  | Premier Aziz Akhannouch                                                                                             |
| Marshalleilanden | President David Kabua (tot 3 januari) President Hilda Heine (vanaf 3 januari)                       | President David Kabua (tot 3 januari) President Hilda Heine (vanaf 3 januari)                                       |
| Mauritanië       | President Mohamed Ould Ghazouani                                                                    | Premier Mohamed Ould Bilal (tot 2 augustus) Premier Moctar Ould Diay (vanaf 2 augustus)                             |
| Mauritius        | President Prithvirajsing Roopun (tot 6 december) President Dharam Gokhool (vanaf 6 december)        | Premier Pravind Jugnauth (tot 13 november) Premier Navin Ramgoolam (vanaf 13 november)                              |
| Mexico           | President Andrés Manuel López Obrador (tot 1 oktober) President Claudia Sheinbaum (vanaf 1 oktober) | President Andrés Manuel López Obrador (tot 1 oktober) President Claudia Sheinbaum (vanaf 1 oktober)                 |
| Micronesië       | President Wesley Simina                                                                             | President Wesley Simina                                                                                             |
| Moldavië         | President Maia Sandu                                                                                | Premier Dorin Recean                                                                                                |
| Monaco           | Prins Albert II                                                                                     | Minister van Staat Pierre Dartout (tot 2 september) Minister van Staat Didier Guillaume (vanaf 2 september)         |
| Mongolië         | President Ukhnaagiin Khürelsükh                                                                     | Premier Luvsannamsrain Oyun-Erdene                                                                                  |
| Montenegro       | President Jakov Milatović                                                                           | Premier Milojko Spajić                                                                                              |
| Mozambique       | President Filipe Nyusi                                                                              | Premier Adriano Maleiane                                                                                            |
| Myanmar          | Generaal Min Aung Hlaing                                                                            | President Myint Swe (waarnemend, tot 22 juli) President Min Aung Hlaing (waarnemend, vanaf 22 juli)                 |

## N
| Landsnaam                  | Staatshoofd                                                                                   | Regeringsleider |
| -------------------------- | --------------------------------------------------------------------------------------------- | --- |
| Namibië                    | President Hage Geingob (tot 4 februari) President Nangolo Mbumba (vanaf 4 februari)           | Premier Saara Kuugongelwa |
| Nauru                      | President David Adeang                                                                        | President David Adeang |
| Koninkrijk der Nederlanden | Koning Willem-Alexander                                                                       | Minister-president Mark Rutte (tot 2 juli) Minister-president Dick Schoof (vanaf 2 juli)                                                  |
| Nepal                      | President Ram Chandra Poudel                                                                  | Premier Pushpa Kamal Dahal (tot 15 juli) Premier Khadga Prasad Oli (vanaf 15 juli)                                                        |
| Nicaragua                  | President Daniel Ortega                                                                       | President Daniel Ortega |
| Nieuw-Zeeland              | Koning Charles III                                                                            | Premier Christopher Luxon |
| Niger                      | Voorzitter van de Nationale Raad voor de Bescherming van het Vaderland Abdourahamane Tchiani  | Premier Ali Lamine Zeine |
| Nigeria                    | President Bola Tinubu                                                                         | President Bola Tinubu |
| Noord-Korea                | Voorzitter van de Commissie voor Staatszaken Kim Jong-un                                      | Premier Kim Tok-hun (tot 29 december) Premier Pak Thae-song (vanaf 29 december)                                                           |
| Noord-Macedonië            | President Stevo Pendarovski (tot 12 mei) President Gordana Siljanovska-Davkova (vanaf 12 mei) | Premier Dimitar Kovačevski (tot 28 januari) Premier Talat Xhaferi (van 28 januari tot 23 juni) Premier Hristijan Mickoski (vanaf 23 juni) |
| Noorwegen                  | Koning Harald V                                                                               | Premier Jonas Gahr Støre |

## O
| Landsnaam   | Staatshoofd                             | Regeringsleider                  |
| ----------- | --------------------------------------- | -------------------------------- |
| Oeganda     | President Yoweri Museveni               | Premier Robinah Nabbanja         |
| Oekraïne    | President Volodymyr Zelensky            | Premier Denys Sjmyhal            |
| Oezbekistan | President Sjavkat Mirzijojev            | Premier Abdulla Aripov           |
| Oman        | Sultan Haitham bin Tariq Al Said        | Sultan Haitham bin Tariq Al Said |
| Oost-Timor  | President José Ramos-Horta              | Premier Xanana Gusmão            |
| Oostenrijk  | Bondspresident Alexander Van der Bellen | Bondskanselier Karl Nehammer     |

## P
| Landsnaam           | Staatshoofd                                                                         | Regeringsleider                                                                             |
| ------------------- | ----------------------------------------------------------------------------------- | ------------------------------------------------------------------------------------------- |
| Pakistan            | President Arif Alvi (tot 10 maart) President Asif Ali Zardari (vanaf 10 maart)      | Premier Anwar ul Haq Kakar (waarnemend, tot 4 maart) Premier Shehbaz Sharif (vanaf 4 maart) |
| Palau               | President Surangel Whipps Jr.                                                       | President Surangel Whipps Jr.                                                               |
| Palestina           | President Mahmoud Abbas                                                             | Premier Mohammad Shtayyeh (tot 14 maart) Premier Mohammad Mustafa (vanaf 14 maart)          |
| Panama              | President Laurentino Cortizo (tot 1 juli) President José Raúl Mulino (vanaf 1 juli) | President Laurentino Cortizo (tot 1 juli) President José Raúl Mulino (vanaf 1 juli)         |
| Papoea-Nieuw-Guinea | Koning Charles III                                                                  | Premier James Marape                                                                        |
| Paraguay            | President Santiago Peña                                                             | President Santiago Peña                                                                     |
| Peru                | President Dina Boluarte                                                             | Premier Alberto Otárola (tot 5 maart) Premier Gustavo Adrianzén (vanaf 6 maart)             |
| Polen               | President Andrzej Duda                                                              | Premier Donald Tusk                                                                         |
| Portugal            | President Marcelo Rebelo de Sousa                                                   | Premier António Costa (tot 2 april) Premier Luís Montenegro (vanaf 2 april)                 |

## Q
| Landsnaam | Staatshoofd                   | Regeringsleider                                      |
| --------- | ----------------------------- | ---------------------------------------------------- |
| Qatar     | Emir Tamim bin Hamad al-Thani | Premier Mohammed bin Abdulrahman bin Jassim al-Thani |

## R
| Landsnaam | Staatshoofd               | Regeringsleider            |
| --------- | ------------------------- | -------------------------- |
| Roemenië  | President Klaus Johannis  | Premier Marcel Ciolacu     |
| Rusland   | President Vladimir Poetin | Premier Michail Misjoestin |
| Rwanda    | President Paul Kagame     | Premier Édouard Ngirente   |

## S
| Landsnaam                                                               | Staatshoofd | Regeringsleider |
| ----------------------------------------------------------------------- | --- | --- |
| Saint Kitts en Nevis                                                    | Koning Charles III | Premier Terrance Drew |
| Saint Lucia                                                             | Koning Charles III | Premier Philip Pierre |
| Saint Vincent en de Grenadines                                          | Koning Charles III | Premier Ralph Gonsalves |
| Salomonseilanden                                                        | Koning Charles III | Premier Manasseh Sogavare (tot 2 mei) Premier Jeremiah Manele (vanaf 2 mei) |
| Samoa                                                                   | O le Ao o le Malo Va'aletoa Sualauvi II | Premier Naomi Mataʻafa |
| San Marino                                                              | Kapitein-regenten Filippo Tamagnini en Gaetano Troina (tot 1 april) Kapitein-regenten Alessandro Rossi en Milena Gasperoni (van 1 april tot 1 oktober) Kapitein-regenten Francesca Civerchia en Dalibor Riccardi (vanaf 1 oktober) | Kapitein-regenten Filippo Tamagnini en Gaetano Troina (tot 1 april) Kapitein-regenten Alessandro Rossi en Milena Gasperoni (van 1 april tot 1 oktober) Kapitein-regenten Francesca Civerchia en Dalibor Riccardi (vanaf 1 oktober) |
| Saoedi-Arabië                                                           | Koning Salman bin Abdoel Aziz al-Saoed | Kroonprins Mohammad bin Salman al-Saoed |
| Sao Tomé en Principe                                                    | President Carlos Vila Nova | Premier Patrice Trovoada |
| Senegal                                                                 | President Macky Sall (tot 2 april) President Bassirou Diomaye Faye (vanaf 2 april) | Premier Amadou Ba (tot 6 maart) Premier Sidiki Kaba (van 9 maart tot 3 april) Premier Ousmane Sonko (vanaf 3 april) |
| Servië                                                                  | President Aleksandar Vučić | Premier Ana Brnabić (tot 20 maart) Premier Ivica Dačić (waarnemend, van 20 maart tot 2 mei) Premier Miloš Vučević (vanaf 2 mei) |
| Seychellen                                                              | President Wavel Ramkalawan | President Wavel Ramkalawan |
| Sierra Leone                                                            | President Julius Maada Bio | Eerste minister David Moinina Sengeh |
| Singapore                                                               | President Tharman Shanmugaratnam | Premier Lee Hsien Loong (tot 15 mei) Premier Lawrence Wong (vanaf 15 mei) |
| Slovenië                                                                | President Nataša Pirc Musar | Premier Robert Golob |
| Slowakije                                                               | President Zuzana Čaputová (tot 15 juni) President Peter Pellegrini (vanaf 15 juni) | Premier Robert Fico |
| Soedan                                                                  | Voorzitter van de militaire raad Abdel Fattah al-Burhan | Premier Osman Hussein (waarnemend) |
| Somalië                                                                 | President Hassan Sheikh Mohamud | Premier Hamza Abdi Barre |
| Spanje                                                                  | Koning Felipe VI | Premier Pedro Sánchez |
| Sri Lanka                                                               | President Ranil Wickremesinghe (tot 23 september) President Anura Kumara Dissanayake (vanaf 23 september) | Premier Dinesh Gunawardena (tot 23 september) Premier Harini Amarasuriya (vanaf 24 september) |
| Suriname                                                                | President Chan Santokhi | President Chan Santokhi |
| Swaziland                                                               | Koning Mswati III | Premier Russell Dlamini |
| Syrië                                                                   | President Bashar al-Assad (tot 8 december) vacant (vanaf 8 december) | Premier Hussein Arnous (tot 14 september) Premier Mohammad Ghazi al-Jalali (van 14 september tot 10 december) Premier Mohammed al-Bashir (waarnemend, vanaf 10 december)                                                           |
| Syrië (deels internationaal erkende regering van de Syrische oppositie) | President Hadi al-Bahra | Premier Abdurrahman Mustafa |

## T
| Landsnaam          | Staatshoofd                                                               | Regeringsleider |
| ------------------ | ------------------------------------------------------------------------- | --- |
| Tadzjikistan       | President Emomalii Rachmon                                                | Premier Kokhir Rasulzoda |
| Taiwan             | President Tsai Ing-wen (tot 20 mei) President Lai Ching-te (vanaf 20 mei) | Premier Chen Chien-jen (tot 20 mei) Premier Cho Jung-tai (vanaf 20 mei)                                                                                                  |
| Tanzania           | President Samia Suluhu Hassan                                             | Premier Kassim Majaliwa |
| Thailand           | Koning Maha Vajiralongkorn Bodindradebayavarangkun                        | Premier Srettha Thavisin (tot 14 augustus) Premier Phumtham Wechayachai (waarnemend, van 14 augustus tot 18 augustus) Premier Paetongtarn Shinawatra (vanaf 18 augustus) |
| Togo               | President Faure Eyadéma Gnassingbé                                        | Premier Victoire Tomegah Dogbé |
| Tonga              | Koning Tupou VI                                                           | Premier Siaosi Sovaleni |
| Trinidad en Tobago | President Christine Kangaloo                                              | Premier Keith Rowley |
| Tsjaad             | President Mahamat Déby                                                    | Premier Saleh Kebzabo (tot 1 januari) Premier Succès Masra (van 1 januari tot 22 mei) Premier Allamaye Halina (vanaf 23 mei)                                             |
| Tsjechië           | President Petr Pavel                                                      | Premier Petr Fiala |
| Tunesië            | President Kais Saied                                                      | Premier Ahmed Hachani (tot 7 augustus) Premier Kamel Madouri (vanaf 7 augustus)                                                                                          |
| Turkije            | President Recep Tayyip Erdoğan                                            | President Recep Tayyip Erdoğan |
| Turkmenistan       | President Serdar Berdimuhamedow                                           | President Serdar Berdimuhamedow |
| Tuvalu             | Koning Charles III                                                        | Premier Kausea Natano (tot 26 februari) Premier Feleti Teo (vanaf 26 februari)                                                                                           |

## U
| Landsnaam | Staatshoofd                        | Regeringsleider                    |
| --------- | ---------------------------------- | ---------------------------------- |
| Uruguay   | President Luis Alberto Lacalle Pou | President Luis Alberto Lacalle Pou |

## V
| Landsnaam                    | Staatshoofd | Regeringsleider                                                      |
| ---------------------------- | --- | -------------------------------------------------------------------- |
| Vanuatu                      | President Nikenike Vurobaravu | Premier Charlot Salwai                                               |
| Vaticaanstad                 | Paus Franciscus | Voorzitter van de Pauselijke Commissie: Fernando Vérgez Alzaga L.C.  |
| Venezuela                    | President Nicolás Maduro | President Nicolás Maduro                                             |
| Verenigde Arabische Emiraten | President Mohammed bin Zayed Al Nahyan | Premier Mohammed bin Rasjid Al Maktoem                               |
| Verenigd Koninkrijk          | Koning Charles III | Premier Rishi Sunak (tot 5 juni) Premier Keir Starmer (vanaf 5 juni) |
| Verenigde Staten             | President Joe Biden | President Joe Biden                                                  |
| Vietnam                      | President Võ Văn Thưởng (tot 21 maart) President Võ Thị Ánh Xuân (waarnemend, van 21 maart tot 22 mei) President Tô Lâm (van 22 mei tot 21 oktober) President Lương Cường (vanaf 21 oktober) | Premier Phạm Minh Chính                                              |

## W
| Landsnaam   | Staatshoofd                     | Regeringsleider            |
| ----------- | ------------------------------- | -------------------------- |
| Wit-Rusland | President Aleksandr Loekasjenko | Premier Roman Golovtsjenko |

## Z
| Landsnaam   | Staatshoofd | Regeringsleider |
| ----------- | --- | --- |
| Zambia      | President Hakainde Hichilema | President Hakainde Hichilema |
| Zimbabwe    | President Emmerson Mnangagwa | President Emmerson Mnangagwa |
| Zuid-Afrika | President Cyril Ramaphosa | President Cyril Ramaphosa |
| Zuid-Korea  | President Yoon Suk-yeol | Premier Han Duck-soo |
| Zuid-Soedan | President Salva Kiir Mayardit | President Salva Kiir Mayardit |
| Zweden      | Koning Carl XVI Gustaf | Premier Ulf Kristersson |
| Zwitserland | Bondsraad met als leden: Viola Amherd (bondspresident), Karin Keller-Sutter, Élisabeth Baume-Schneider, Ignazio Cassis, Beat Jans, Guy Parmelin en Albert Rösti | Bondsraad met als leden: Viola Amherd (bondspresident), Karin Keller-Sutter, Élisabeth Baume-Schneider, Ignazio Cassis, Beat Jans, Guy Parmelin en Albert Rösti |